# Ignition (Remix)
"Ignition (Remix)" é uma canção, escrita, produzida e gravada pelo cantor de R&B estadunidense R. Kelly. Foi lançado em 22 de janeiro de 2003 como primeiro single, de seu quinto álbum de estúdio Chocolate Factory.

## Faixas e formatos
- Digital download

1. "Ignition (Remix)" – 3:07

## Créditos
Créditos adaptados do site AllMusic.
- Robert Kelly – Compositor, Diretor, Produtor, Artista principal

## Desempenho nas paradas
| Paradas (2003)                                   | Melhor posição |
| ------------------------------------------------ | -------------- |
| O campo songid é OBRIGATÓRIO PARA PARADA ALEMÃ   | 36             |
| Austrália (ARIA)                                 | 1              |
| Bélgica (Ultratop 50 de Flandres)                | 42             |
| Bélgica (Ultratip 50)                            | 4              |
| Bélgica (Ultratip 50 Wallonia)                   | 2              |
| Estados Unidos Billboard Hot 100                 | 2              |
| Estados Unidos (Billboard Hot 100 Airplay)       | 2              |
| Estados Unidos (Billboard Mainstream Top 40)     | 1              |
| Estados Unidos (Billboard Top 40 Tracks)         | 1              |
| Estados Unidos (Billboard Rhythmic)              | 1              |
| Estados Unidos (Billboard Hot R&B/Hip-Hop Songs) | 2              |
| França (SNEP)                                    | 38             |
| Irlanda (IRMA)                                   | 1              |
| Nova Zelândia (Recorded Music NZ)                | 1              |
| Países Baixos (Dutch Singles Chart)              | 12             |
| Reino Unido (UK Singles Chart)                   | 1              |
| Suécia (Sverigetopplistan)                       | 46             |
| Suíça (Swiss Singles Chart)                      | 38             |

| Paradas (2003)                                   | Melhor posição |
| ------------------------------------------------ | -------------- |
| Austrália (ARIA)                                 | 10             |
| Nova Zelândia (RIANZ)                            | 18             |
| Estados Unidos (Billboard Hot 100)               | 2              |
| Estados Unidos (Billboard Hot 100 Airplay)       | 2              |
| Estados Unidos (Billboard Hot R&B/Hip-Hop Songs) | 2              |
| Irlanda (IRMA)                                   | 4              |
| Reino Unido (UK Singles Chart)                   | 3              |

| Paradas (2000-2009)                | Melhor posição |
| ---------------------------------- | -------------- |
| Estados Unidos (Billboard Hot 100) | 74             |
| Reino Unido (UK Singles Chart)     | 76             |

## Certificações
| País                  | Certificação | Vendas certificadas |
| --------------------- | ------------ | ------------------- |
| Reino Unido (BPI)     | Platina      | 600,000             |
| Austrália (ARIA)      | Platina      | 70,000              |
| Nova Zelândia (RIANZ) | Platina      | 15,000              |